# Bisdom Ascoli Piceno
Het bisdom Ascoli Piceno (Latijn:  Dioecesis Asculanus in Piceno, Italiaans: Diocesi di Ascoli Piceno) is een bisdom van de Rooms-Katholieke Kerk in Italië. Het bisdom was aanvankelijk immediaat aan de Heilige Stoel maar is sinds de twintigste eeuw suffragaan aan het aartsbisdom Fermo. De zetel van het bisdom bevindt zich in de stad Ascoli Piceno.
Het bisdom beslaat een oppervlakte van 840 vierkante kilometers en heeft ongeveer 107.000 inwoners waarvan 99% zich katholiek noemt. In het bisdom zijn zeventig parochies en 84 priesters. Emidius van Ascoli is, naast Maria, patroonheilige van het bisdom. Sinds april 2014 is Giovanni D'Ercole FDP de residerend bisschop.
Fermo (aartsbisdom) · Camerino-San Severino Marche (aartsbisdom) · Ascoli Piceno · Macerata-Tolentino-Recanati-Cingoli-Treia · San Benedetto del Tronto-Ripatransone-Montalto